# ペロピダス

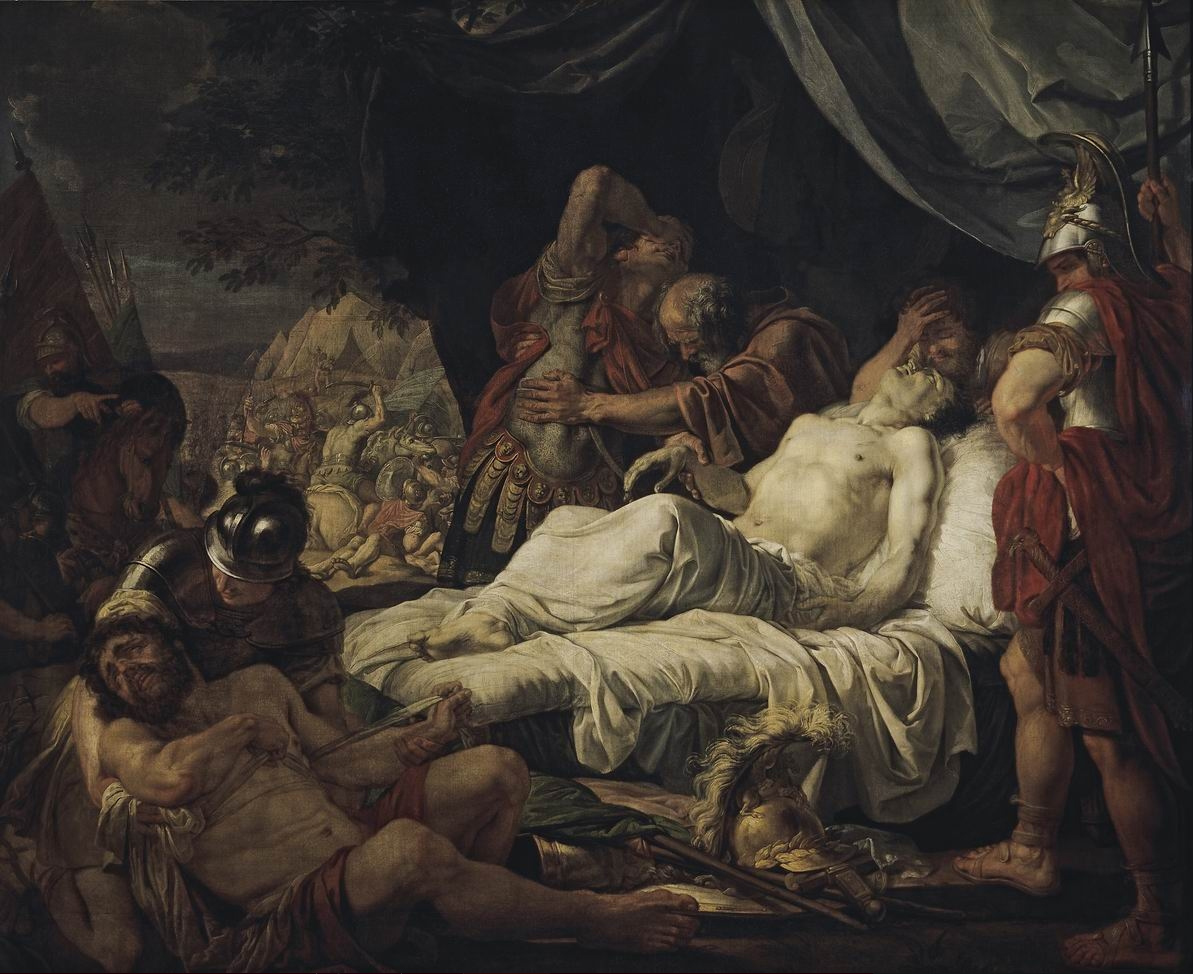
ペロピダス

ペロピダス（希: Πελοπίδας、ラテン文字転記: Pelopídas、? - 紀元前364年）は、古代テーバイの政治家、将軍である。
ペロピダスは裕福な名門の貴族の生まれであった。紀元前385年のスパルタの対マンティネイア戦にテーバイは援軍を送った時、その中にペロピダスとエパメイノンダスもいた。この戦いで彼らは危うく死にかけ、その時ペロピダスは傷を負ったが、親友のエパメイノンダスに助けられた。
覇権国スパルタからの危険を察したペロピダスは紀元前383年（382？）、祖国を離れ、アテナイに潜伏する。併合された祖国独立のための主導的な立場となり、紀元前379年、エパメイノンダスと共にスパルタ派の政敵を破り、テーバイをスパルタの軛より解き放ち、ギリシアの覇権国へ押し上げた。主にエパメイノンダスがテーバイの南のアテナイやスパルタを相手に戦ったのに対し（en:Battle of Tegyra）、ペロピダスはテッサリアなど北の敵と戦った。紀元前364年、彼はフェライの僭主アレクサンドロスとの戦い（キュノスケファライの戦い）で、テーバイに勝利をもたらしたが、それと引き換えに討ち死にした。
プルタルコスの『対比列伝』では同じく勇将であり、どちらも強敵を打ち破って祖国に尽くしたものの、その勇猛さから最も必要とされる時期に不慮の死を遂げたとしてマルクス・クラウディウス・マルケッルスと対比されている。